# Accademia Nazionale di Santa Cecilia
Az Accademia Nazionale di Santa Cecilia (Szent Cecilia Nemzeti Akadémia) a világ egyik legrégebbi zenei intézménye. A történelmi helyszín Rómában, a Via Vittoria 6. szám alatt, néhány száz méterre a Piazza di Spagna tértől található, míg a teljes művészeti, adminisztratív és múzeumi struktúra 2003 óta az Auditorium Parco della Musica épületében. 1585-ben V. Szixtusz pápa Ratione congruit kezdetű pápai bullájával alapította, a zenetörténet két fontos szentjét idéztve meg: Nagy Szent Gergelyt, aki a gregorián éneknek adta nevét, és Szent Cecíliát, a zene védőszentjét.
Kezdetben művészeti és karitatív célú egyházi gyülekezetként jött létre, de az évszázadok során jelentősége révén nemzetközileg is elismert akadémiává vált, 70 tényleges és 30 tiszteletbeli tagból álló akadémiai testülettel, amely magában foglalja a legnagyobb olasz és külföldi zenészeket, valamint a világszerte ismert zenekart és szimfonikus kórust. Koncerttevékenysége a kultúra és a zenei örökség népszerűsítését és a legmagasabb szintű oktatási hagyományt célozza meg, a legjobb szólisták által tartott kurzusok által.
1998 óta alapítványi keretek között működik.

## Története
A Római Zenészek Kongregációjának első megalakítására 1585 és 1622 között került sor a Santa Maria dei Martiri templomban, ismertebb nevén a Pantheonban. Később 1622-től 1652-ig a San Paolino alla Colonna-templomba, 1652-től 1661-ig a Santa Cecilia in Trastevere-templomba, 1661-től 1663-ig a San Nicola dei Cesarini-templomba, 1661-től 1663-ig a La Maddalena-templomba helyezték át. 1663-tól 1685-ig, majd 1685-ben a San Carlo ai Catinari-templomba költözött.
Fennállásának első évszázadában a gyülekezetben nagyszámú korabeli kiváló zenész és zeneszerző szerepelt, köztük Giovanni Pierluigi da Palestrina. Az intézmény akkoriban gyakran versenyhelyzetbe került más pápai intézményekkel, például a Sixtus-kápolnával. A versengés középpontjában a zenei szakmához való hozzáférés szabályozása, a zenészek oktatása és a zenei kiadás joga állt. Ez a rivalizálás egészen 1870-ig tartott, amikor a római katolikus egyház időbeli hatalma az olasz állam alkotmányával véget ért.
A 18. század első évei voltak a legdicsőségesebbek az Akadémia számára. A korszak tagjai között olyan zenészek szerepeltek, mint Arcangelo Corelli, Alessandro és Domenico Scarlatti és Niccolò Jommelli. 1716-ban XI. Kelemen pápa elrendelte, hogy minden Rómában gyakorló zenész a gyülekezet tagja legyen. Az Akadémia a napóleoni háborúk forradalmi időszakában felfüggesztette tevékenységét, de néhány évvel a restauráció után, 1822-ben szabályosan újranyitott.

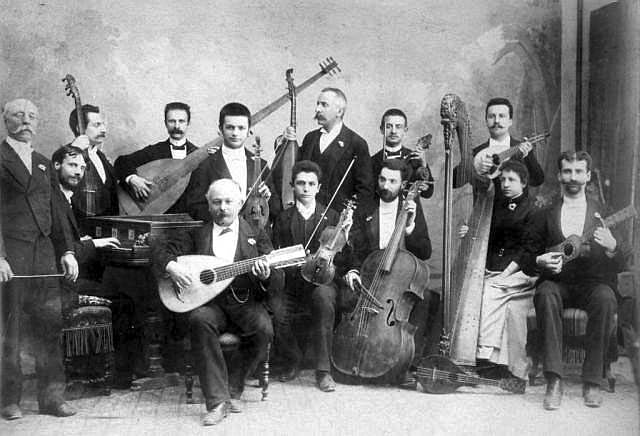
Akadémiai zenészei a római Palazzo Doria Pamphiliben tartott koncert előtt pózolnak. Az előtérben ülő Giuseppe Branzoli mandolont tart a kezében

Az újranyitástól a pápák világi hatalmának megszűnéséig tartó időszak nagy változások időszaka volt. Az Akadémia megnyílt minden más, zenével kapcsolatos olyan szakma előtt, mint a költők, táncosok, zenetörténészek, hangszerkészítők és zenei kiadók. 1838-ban a Santa Cecilia Kongregációt akadémiává, majd pápai akadémiává nyilvánították. Akkori tagjainak listája fenomenális; szerepel benne Cherubini, Mercadante, Donizetti, Rossini, Paganini, Auber, Liszt, Mendelssohn, Berlioz, Gounod és Meyerbeer. Európa koronás fői között is voltak tiszteletbeli tagok, például Viktória angol királynő.
Itália egyesítése után az Akadémia királyi intézmény lett, s 1895-től megkezdte az állandó szimfonikus zenekar és kórus megszervezését. Ezzel egyidőben megalakult a könyvtár, a hangszermúzeum és a zenei középiskola is, amely később Santa Cecilia Konzervatórium néven állandósult. Megalakultak az Eleonóra Dusd Színésziskola, a Nemzeti Filmiskola és 1939-ben a magas zenei továbbképző tanfolyamok is. Az egyik legfrissebb esemény az új bibliomediatéka megnyitása volt 2005-ben, amely több ezer archív dokumentum, kézirat, kötet, kotta, fényképek, audiovizuális anyagok és felvételek számítógépes katalogizálásához és digitalizálásához vezetett, köztük egy fontos hagyományos zenei gyűjtemény, amely az Etnomuzikológiai Archívumban található, és amely most a nagyközönség számára elérhető a teremben és az interneten keresztül is. 2008 februárjában az Akadémia ezután felavatta hangszermúzeumának új székházát. Az Akadémia teljes öröksége így már ugyanazon a helyszínen elérhető, ahol a világ egyik legnagyobb zenei központjában, a Parco della Musicában zajlanak a koncertek.

## A zenekar
A Santa Cecilia Nemzeti Akadémia zenekara volt az első Olaszországban, amely kizárólag a szimfonikus repertoárnak szentelte magát, népszerűsítve a huszadik század fontos remekműveinek bemutatását. A zenekar 1908-tól napjainkig mintegy 15 000 koncertet adott a század legnagyobb olyan zenészeivel együttműködve, mint Mahler, Debussy, Strauss, Stravinskij, Sibelius, Hindemith, Toscanini, Furtwängler, De Sabata és Karajan vezényelte. Állandó igazgatói Bernardino Molinari, Franco Ferrara, Fernando Previtali, Igor Markevitch, Thomas Schippers, Giuseppe Sinopoli, Daniele Gatti és Csong Mjonghun voltak. Leonard Bernstein 1983 és 1990 között volt a tiszteletbeli elnöke; 2005 óta Antonio Pappano a zenei igazgatója.
Sir Antonio Pappano jóvoltából a Santa Cecilia Nemzeti Akadémia Zenekarának presztízse rendkívüli lendületet vett, és fontos nemzetközi díjakat kapott. Pappanóval a Zenekar és a Kórus vendége volt olyan nagy fesztiváloknak, mint a Londoni Proms, a Szentpétervári Fehér Éjszakák Fesztivál, a Luzerni Fesztivál, a Salzburgi Ünnepi Játékok, valamint a legrangosabb koncerttermek, köztük a Berlini Filharmónia, a bécsi Musikverein, az amszterdami Concertgebouw, a londoni Royal Albert Hall, a párizsi Salle Pleyel, a Milánói Scala, a Suntory Hall Tokióban, a Semperoper Drezdában, vagy a Konzerthaus Bécsben. A hangfelvételi tevékenység a leghíresebb nemzetközi kiadókkal folytatott hosszú együttműködés után, amelyek emlékezetes történelmi tanúságokat produkáltak, nagyon intenzív volt az elmúlt években: valójában Puccini Pillangókisasszonya (Angela Gheorghiuval, Brit-díjjal jutalmazott felvétel), Verdi Requiemje (Gramophone Award, BBC Music Magazine, Brit Classical), Rossini és Pergolesi Stabat Matere Anna Netrebkóval (Gramophone Editors Choice Award), Rossini Tell Vilmosa, Mahler Hatodik szimfóniája, Rossini Petite Messe Solennelléje, Verdi Négy szent darabja, Benjamin Britten War Requiemje és a „Rossini-nyitányok”. A közelmúltban jelent meg Verdi Aidája, amely kiváló szereplőgárdával (Anja Harteros, Jonas Kaufmann, Erwin Schrott) és számos díjjal büszkélkedhet, többek között: a Legjobb felvétel 2015-ben a New York Times és a Telegraph (Egyesült Királyság) szerint, a Legjobb opera 2015 – Apple Zene, Choc Classica de l'année, Diapason D'or és Choix de France Musique (Franciaország), A hónap lemeze a Gramophone számára (Egyesült Királyság), a 2016-os ECHO Klassik Preis és a Preis der deutschen Schallplattenkritik (Német lemezkritikusok díja). Szintén 2015-ben egy cd a Concerto n. 1. Csajkovszkij és a Concerto no. 2 Prokofjev Beatrice Rana előadásában, a Deccának pedig Brahms hegedűversenye, ismét Antonio Pappano vezényletével, Janine Jansen közreműködésével. Antonio Pappano és az Orchestra felvették a Nessun Dormát, a The Puccini Albumot is Jonas Kaufmann tenorral (2015 legjobb klasszikus zenei felvételei a New York Times szerint), amely feljutott a világslágerlistákra. Robert Schumann Zongoraversenyét Jan Lisieckivel billentyűs hangszereken adták ki a Deutsche Grammophon számára. Nemrég megjelent az „Anna Netrebko. Verismo” (DG) és az Ica Classics kiadónál Schumann Második és Negyedik szimfóniája, valamint Edward Elgar In the South és Első szimfóniája .

## A kórus
Az évszázados Santa Cecilia Akadémia eredete a kóruséneklés gyakorlatához kötődik: a 16. század második felében egyes kapellmeisterek és kántorok egyesületben találkoztak, elnökké választották Palestrinát, és a kórusénekléssel de facto megalapították az Akadémiát.
A Santa Cecilia Nemzeti Akadémia kórusa csak a tizenkilencedik század végétől kezdett stabil szerkezetet felvenni, és részt vett a többszólamú zene és a nagyszerű szimfonikus-énekes repertoár előadásában. Jelenleg Piero Monti rendezi. Tevékenységét az Akadémia téli-nyári szezonjában végzi a Zenekar mellett, nagy klasszikus és modern szimfonikus-kórusművek előadásával.
A kórus neves zenekarokkal és karmesterekkel is együttműködött: Lorin Maazellel és a Schleswig-Holstein Zenekarral (1992); Carlo Maria Giulinivel és a torinói Rai-Zenekarral (1993); Claudio Abbadóval és a Berlini Filharmonikusokkal (1995); Valerij Gergievvel és a Kirov Színház Zenekarával (1998), a rangos Luzerni Fesztiválzenekarral Claudio Abbado vezényletével (2006. augusztus). 2007-ben a kórus a római San Paolo fuori le mura-bazilikában előadta Verdi Requiemjét a Bécsi Filharmonikusokkal Daniele Gatti vezényletével; 2008-ban Párizsban együttműködött az Orchestre National de France-szal és Sir Colin Davisszel Berlioz Grande Messe des morts című művében; a legutóbbi találkozók közül Pappano és a Santa Cecilia Zenekar vezetésével kiemelhetö a Tell Vilmos és Verdi Négy szent darabja a londoni Promson (2011 és 2013), Rossini Stabat Matere és Britten War Requiemje a Salzburgi Fesztiválon (2011 és 2013).
Az Accademia Orchestra közreműködésével közreműködött Puccini Pillangókisasszony (Angela Gheorghiuval, Brit-díjas felvétel), Verdi Requiem (Gramophone Award, BBC Music Magazine, Brit Classical), Rossini és Pergolesi Stabat Materének felvételén. Anna Netrebkóval (Gramophone Editors' Choice Award), Rossini Tell Vilmosával, Rossini Petite Messe Solennelle-jével, Verdi Quattro sacrijával, Britten War Requiemjével. A közelmúltban jelent meg Verdi Aidaja, amely kiváló szereplőgárdával (Anja Harteros, Jonas Kaufmann, Erwin Schrott) és számos díjjal büszkélkedhet, többek között: Legjobb felvétel 2015-ben a New York Times és a Telegraph (Egyesült Királyság), Legjobb opera 2015 – Apple Zene, Choc Classica de l'année, Diapason D'or és Choix de France Musique (Franciaország), A hónap lemeze a Gramophone-nak (Egyesült Királyság), az ECHO Klassik Preis 2016 és a Preis der deutschen Schallplattenkritik (német lemezkritikusok díja). Antonio Pappano, a Zenekar és a Kórus a Nessun Dorma – The Puccini albumot is felvette Jonas Kaufmann tenorral (2015 legjobb klasszikus zenei felvételei a New York Times számára), aki felkapaszkodott a világlistákra.

## Kezdeményezések fiataloknak
A több mint tizenöt éve aktív „Tutti a Santa Cecilia” koncertek és show-szezonban a Santa Cecilia Akadémia oktatási kezdeményezéseket és tevékenységeket kínál gyerekeknek (a csecsemőktől kezdve), fiataloknak, az iskoláknak, a családoknak és általában az új közönség tagjainak, akik közelebb szeretnének kerülni a zene univerzumához. A szezon sarokköve a gazdag koncertműsornaptár: olyan koncertleckék, amelyeken időről időre a zene sokrétű jellegzetességeit tárják fel, vagy elmélyítik a Zenekar egy hangszeres családjának vagy egy énekcsoport tudását. További tevékenységek a kórházakban zajlanak, zeneterápián alapuló projektekkel és leendő anyáknak szóló előadásokkal.

### A Fehér Hangok Kórusa
A Santa Cecilia Nemzeti Akadémia mindig érzékeny a legkisebbek zenei képzésére, olyan oktatási utat alakított ki, amely lehetővé teszi a gyerekeknek, hogy együtt tanulják meg az éneklés művészetét. Néhány alkalmassági teszt letételével elérhető a Voci Bianche négy kórusa, életkornak és művészi szintnek megfelelően. Ezeknek a kórusoknak a tevékenysége nagyon változatos és ösztönző. A gyermekek számos előadáson vesznek részt, amelyek közül néhány kapcsolódik az Akadémia szimfonikus programjához, és hatalmas repertoáron oktatják őket, a kulturált hagyományoktól a népszerű hagyományokig, az operától a musicalig.
A Fehér Hangok Kórusa körülbelül kilencven 7 és 14 év közötti gyerekből áll, akik részt vesznek a Santa Cecilia Nemzeti Akadémia szimfonikus produkcióiban. A számos rangos előadás közül elég megemlíteni a Carmen, a War Requiem, a Carmina Burana, a Faust elkárhozása, a Borisz Godunov, a Rettegett Iván, a Kaddis című filmeket. Mahler 3. szimfónia és Arthur Honegger: Jeanne d'Arc, Karol Szymanowski: Ruggero király a Santa Cecilia Nemzeti Akadémia zenekarával és kórusával; Turandot, Carmen, Werther, Bajazzók, Tosca, Otello a Római Operával.

### A JuniOrchestra
A 2006-ban alapított Santa Cecilia ifjúsági zenekar az első gyermekzenekar, amely Olaszország opera-szimfonikus alapjain belül született. Simone Genuini és Carlo Rizzari, Antonio Pappano maestro asszisztense irányítása alatt működik.
Életkor szerint csoportokra bontva (4–23 éves gyerekek vesznek részt) a hatalmas repertoárban Monteverdi, Haydn, Mozart, Beethoven darabjai, Bartókig és Sosztakovicsig, valamint modern zeneszerzők, például Piazzolla és Marquez darabjai szerepelnek.
A különféle koncertek közül, amelyeken felléptek, megemlíthető a jeruzsalemi Santa Croce-bazilikában Róma akkori polgármesterének, Walter Veltroninak a meghívására a Quirinale-palotában, Giorgio Napolitano köztársasági elnök, Rita Levi-Montalcini szenátornő és az olasz képviselőház elnöke, Gianfranco Fini meghívására, a VI. Pál teremben pedig XVI. Benedek pápa meghívására és Európa ünnepén a Campidoglión, Róma polgármestere, Gianni Alemanno és a köztársasági elnök meghívására.
Említésre méltóak a híres csellista, Mario Brunello meghívása Val di Sellában, Ischián a Walton-alapítvány meghívására, valamint a Ravello Fesztiválon 2009-ben és 2011-ben. A JuniOrchestra 2009 júliusában elnyerte az Anima-díjat, a zenei szekcióban, a megkülönböztető szolidaritás szelleméért.

## A zenekar állandó zenei vezetői (időrendi sorrendben)
- Bernardino Molinari (1912–1944)
- Franco Ferrara (1944–1945)
- Fernando Previtali (1953–1973)
- Igor Markevics (1973–1975)
- Thomas Schippers (1976, csak jelölt)
- Giuseppe Sinopoli (1983–1987)
- Daniele Gatti (1992–1997)
- Csong Mjonghun (1997–2005)
- Antonio Pappano, 2005 óta

## A felügyelő elnök és az igazgatóság
- Michele dall'Ongaro, elnök-felügyelő
- Gianni Letta, alelnök
- Luigi Abete, igazgató
- Giorgio Battistelli tanácsos
- Nicola Bulgari, igazgató
- Giuseppe Cornetto Bourlot, igazgató
- Michele Crisostomo tanácsos
- Matteo D'Amico, igazgató
- Vittorio Di Paola, igazgató
- Stefano Antonio Donnarumma, rendező
- Ivan Fedele, igazgató
- Luigi Ferraris
- Carlo Maria Parazzoli, igazgató
- Andrea Scandurra

## Az akadémikusok
A didaktikai és koncertfunkcióval együtt az Akadémia célja a zenei kultúra és művészet 100 legkiválóbb képviselőjéből álló tudományos testület összefogása. Két osztályra oszlanak, 30 tiszteletbeli és 70 effektiv oktatóból, amelyeket egy Tanács vezet.  

### Az Akadémiai Tanács
- Michele dall'Ongaro, elnök
- Andrea Lucchesini, alelnök
- Annalisa Bini, igazgató
- Michele Campanella, igazgató
- Sandro Cappelletto, igazgató
- Marcello Panni, igazgató
- Franco Petracchi, igazgató

### Tiszteletbeli akadémikusok (2020. január 27-től)
Martha Argerich, Vladimir Ashkenazy, Daniel Barenboim, Alfred Brendel, Csong Mjonghun, Plácido Domingo, Eötvös Péter, Valerij Abiszalovics Gergijev, Philip Glass, Szofija Aszgatovna Gubajdulina, Jonas Kaufmann, id. Kurtág György, Alexander Lonquich, Zubin Mehta, Yo-Yo Ma. Sophie Mutter, Kent Nagano, Ozava Szeidzsi, Arvo Pärt, Ichák Perlman, Simon Rattle, Gianfranco Ravasi, Grigorij Lipmanovics Szokolov, Jurij Hatujevics Tyemirkanov.

### Aktív oktatók (2020. január 27-től)
Salvatore Accardo, Paolo Arcà, Felix Ayo, Antonio Ballista, Cecilia Bartoli, Alberto Basso, Giorgio Battistelli, Marco Betta, Annalisa Bini, Fabio Biondi, Rodolfo Bonucci, Mario Brunello, Carle Campanella, Sandro Brunlo Capinola, Giulia Giovanni Carmignola, Aldo Ceccato, Riccardo Chailly, Azio Corghi, Matteo D'Amico, Michele dall'Ongaro, Pietro De Maria, Roberto De Simone, Mariella Devia, Enrico Dindo, Ivan Fedele, Gabriele Ferro, Rocco Daniele Filippini, Luca Ga Francee Filippini Gianluigi Gelmetti, Alfonso Ghedin, Bruno Giuranna, Andrea Lucchesini, Fabio Luisi, Benedetto Lupo, Giacomo Manzoni, Carlo Marinelli, Riccardo Muti, Fiamma Nicolodi, Gianandrea Noseda, Petrio Maurizchi, Marcello Panni, Franco Maria Mauro Parazz, Antonio Giuranna Szereplők: Pollini, Quirino Principe, Massimo Quarta, Salvatore Sciarrino, Renata Scotto, Franco Serpa, Giovanni Sollima, Maria Tipo, Uto Ughi, Fabio Vacch én, Ciro Visco, Agostino Ziino.

## Fordítás
Ez a szócikk részben vagy egészben  az   Accademia Nazionale di Santa Cecilia című olasz Wikipédia-szócikk ezen változatának fordításán alapul.  Az eredeti cikk szerkesztőit annak laptörténete sorolja fel. Ez a jelzés csupán a megfogalmazás eredetét és a szerzői jogokat jelzi, nem szolgál a cikkben szereplő információk forrásmegjelöléseként.